# Mabscott
Mabscott is een plaats (town) in de Amerikaanse staat West Virginia, en valt bestuurlijk gezien onder Raleigh County.

## Demografie
Bij de volkstelling in 2000 werd het aantal inwoners vastgesteld op 1403.
In 2006 is het aantal inwoners door het United States Census Bureau geschat op 1351, een daling van 52 (-3,7%).

## Geografie
Volgens het United States Census Bureau beslaat de plaats een oppervlakte van
2,3 km², geheel bestaande uit land.

## Plaatsen in de nabije omgeving
De onderstaande figuur toont nabijgelegen plaatsen in een straal van 8 km rond Mabscott.